# Hopkins Creek Conservation Park
Hopkins Creek Conservation Park är en park i Australien. Den ligger i delstaten South Australia, omkring 130 kilometer norr om delstatshuvudstaden Adelaide.
Trakten runt Hopkins Creek Conservation Park är nära nog obefolkad, med mindre än två invånare per kvadratkilometer.. Närmaste större samhälle är Robertstown, omkring 17 kilometer söder om Hopkins Creek Conservation Park. 
Omgivningarna runt Hopkins Creek Conservation Park är i huvudsak ett öppet busklandskap. Genomsnittlig årsnederbörd är 315 millimeter. Den regnigaste månaden är februari, med i genomsnitt 60 mm nederbörd, och den torraste är oktober, med 4 mm nederbörd.